# Boonsak Ponsana
Boonsak Ponsana (in lingua thailandese บุญศักดิ์ พลสนะ; Bangkok, 22 febbraio 1982) è un giocatore di badminton thailandese.

## Palmarès

### Sudirman Cup
- 1 medaglia:
  - 1 bronzo (Kuala Lumpur 2013 a squadre miste)

### Giochi asiatici
- 1 medaglia:
  - 1 bronzo (Canton 2010 a squadre)

### Campionati asiatici
- 2 medaglie:
  - 1 argento (Johor Bahru 2006 nel singolo)
  - 1 bronzo (New Delhi 2010 nel singolo)

### Giochi dell'Asia sud-orientale
- 9 medaglie:
  - 3 argenti (Kuala Lumpur 2001 nel singolo; Ho Chi Minh 2003 a squadre; Singapore 2015 a squadre)
  - 6 bronzi (Bandar Seri Begawan 1999 a squadre; Kuala Lumpur 2001 a squadre; Manila 2005 a squadre; Nakhon Ratchasima 2007 a squadre; Nakhon Ratchasima 2007 nel singolo; Vientiane 2009 a squadre)

### Universiadi
- 2 medaglie:
  - 2 ori (Bangkok 2007 nel singolo; Bangkok 2007 a squadre miste)